# Parafia św. Marcina w Dusznikach
Parafia Świętego Marcina – rzymskokatolicka parafia w Dusznikach, należy do dekanatu pniewskiego. Powstała w XV wieku. Mieści się przy ulicy Jana Pawła II.